# Ptilodactyla rectiramus
Ptilodactyla rectiramus là một loài bọ cánh cứng trong họ Ptilodactylidae. Loài này được Pic miêu tả khoa học năm 1929.